# Gustav Ehn
Gustav Ehn (* 27. Mai 1896; † 30. Juni 1947) war ein schwedischer Fußballspieler. 1921 bestritt der Abwehrspieler ein Länderspiel für die schwedische Nationalmannschaft.

## Werdegang
Ehn trat mindestens zu Beginn der 1920er Jahre für den Stockholms BK an. Am 29. Mai 1921 berücksichtigte ihn das Auswahlkomitee des Svenska Fotbollförbundet als Auswahlspieler in einem Ländervergleich der schwedischen Nationalmannschaft mit der Auswahl des finnischen Verbandes. Abgesehen von ihm standen für die schwedische Auswahlmannschaft nur Vertreter des Stockholmer Klubs Hammarby IF auf dem Spielfeld. Die 0:3-Heimniederlage vor zirka 17.000 Zuschauern in Stockholm blieb sein einziger Länderspieleinsatz.
Über das weitere Leben Ehns – insbesondere auch abseits des Fußballplatzes – ist derzeit nichts bekannt.